# Doriane Vidal
Doriane Monique Vidal (Limoges, 16 de abril de 1976) es una deportista francesa que compitió en snowboard, especialista en la prueba de halfpipe.
Participó en tres Juegos Olímpicos de Invierno, en la prueba de halfpipe, obteniendo una medalla de plata en Salt Lake City 2002, el octavo lugar en Turín 2006 y el 12.º en Nagano 1998.
Ganó cuatro medallas en el Campeonato Mundial de Snowboard entre los años 1999 y 2005.

## Medallero internacional
| Juegos Olímpicos   | Juegos Olímpicos                | Juegos Olímpicos | Juegos Olímpicos |
| Año                | Lugar                           | Medalla          | Competición      |
| ------------------ | ------------------------------- | ---------------- | ---------------- |
| 2002               | Salt Lake City (Estados Unidos) | Medalla de plata | Halfpipe         |
| Campeonato Mundial |                                 |                  |                  |
| Año                | Lugar                           | Medalla          | Competición      |
| 1999               | Berchtesgaden (Alemania)        | Medalla de plata | Halfpipe         |
| 2001               | Madonna di Campiglio (Italia)   | Medalla de oro   | Halfpipe         |
| 2003               | Kreischberg (Austria)           | Medalla de oro   | Halfpipe         |
| 2005               | Whistler (Canadá)               | Medalla de oro   | Halfpipe         |